# Unsere Liebe Frau von Wladimir (Penzberg)

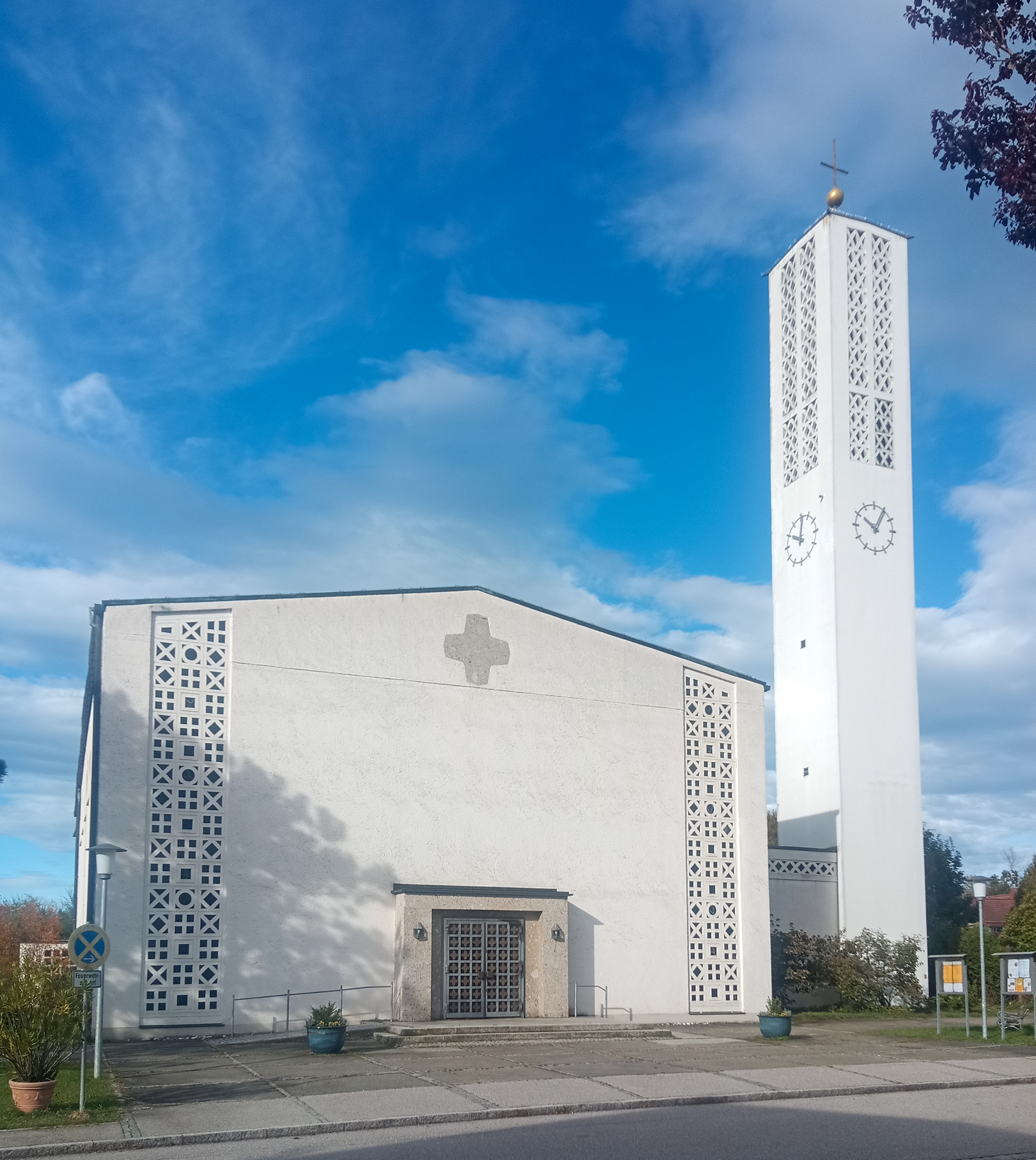
Ostfassade der Kirche Unsere Liebe Frau von Wladimir

Die römisch-katholische Kirche zu Unserer Lieben Frau von Wladimir steht in Penzberg im oberbayerischen Landkreis Weilheim-Schongau. Das Gotteshaus gehört als Teil der Pfarrei Christkönig Penzberg zum Dekanat Benediktbeuern im Bistum Augsburg. Die Adresse lautet Pater-Sabino-Weg 2.

## Geschichte
Nach dem Zweiten Weltkrieg wuchs die Bevölkerung von Penzberg stark an und es entstand der neue Stadtteil Steigenberg-Fischhaber. Deshalb stimmte Bischof Joseph Freundorfer im Jahr 1955 der Errichtung einer zweiten Penzberger Stadtpfarrei neben der bereits seit 1899 bestehenden Stadtpfarrei Christkönig zu. Die Grundsteinlegung für die zweite Stadtpfarrkirche erfolgte am 15. September 1962, das Richtfest feierte man am 30. November desselben Jahres. Geweiht wurde die Kirche am 11. September 1964 durch Bischof Josef Stimpfle. Benannt ist sie nach der Ikone der Gottesmutter von Wladimir.
Zum 1. Januar 2012 wurde die Pfarrei Steigenberg-Fischhaber der Pfarrei Christkönig einverleibt.
Im Jahr 2014 wurde auf dem Dach des Kirchengebäudes eine Photovoltaikanlage mit einer elektrischen Leistung von 101 kWp installiert.